# Пишота
Пишота је насеље у Италији у округу Салерно, региону Кампанија.
Према процени из 2011. у насељу је живело 750 становника. Насеље се налази на надморској висини од 192 м.

## Становништво
| 1931. | 1936. | 1951. | 1961. | 1971. | 1981. | 1991. | 2001. | 2011. |
| ----- | ----- | ----- | ----- | ----- | ----- | ----- | ----- | ----- |
| 3.673 | 3.827 | 4.013 | 4.111 | 3.577 | 3.575 | 3.324 | 3.038 | 2.748 |